# Миргород (футбольный клуб)
«Миргород» (укр. Миргород) — украинский футбольный клуб из одноимённого города Полтавской области. До 1997 года представлял село Петровцы. Проводил домашние матчи на стадионе «Старт».

## История
Футбольная команда в селе Петровцы была создана в советское время. В 1991 году коллектив принял участие в Кубке СССР среди КФК, где дошёл до стадии 1/8 финала, в которой уступил арзамасскому «Торпедо». В сезоне 1996/97 команда под названием «Петровцы» была заявлена для участия во второй лиге чемпионата Украины. Дебютную игру на профессиональном уровне клуб провёл 10 августа 1996 года, в Новомосковске разгромно уступив местному «Металлургу» со счётом 8:0. Несмотря на то, что после этого матча последовало ещё два поражения подряд, а первый гол команда смогла забить только в 4-м туре (когда Геннадий Касьян отличился в воротах армянского «Титана»), «Петровцы» удачно провели сезон, завершив его на 4-й позиции в турнирной таблице, а нападающий команды Игорь Толстов с 15-ю голами стал лучшим бомбардиром дивизиона. Тем не менее, в последующих сезонах коллектив стал одним из аутсайдеров лиги, стабильно занимая места на дне таблицы. В октябре 1997 года клуб переехал в Миргород и изменил название в честь города. Проведя во второй лиге ещё несколько лет, в 1999 году после первого круга «Миргород» снялся с чемпионата. После этого, отыграв сезон в любительском чемпионате Украины, клуб был расформирован. В 2006 году команда под названием «Миргород» была воссоздана, после чего выступала в чемпионате Полтавской области.

## Стадион
Большую часть домашних матчей (в том числе в период базирования в Петровцах) команда провела на миргородских стадионах, в основном на стадионе «Старт». Также в 1998 году клуб выступал на стадионе «Колос» в Пирятине

## Выступления в чемпионатах Украины
| Сезон   | Дивизион            | Место в чемпионате | И  | В  | Н | П  | ГЗ | ГП | О  | Кубок Украины                 | Примечания                                                                                              |
| ------- | ------------------- | ------------------ | -- | -- | - | -- | -- | -- | -- | ----------------------------- | --- |
| 1996/97 | Вторая лига Украины | 4 из 17            | 32 | 15 | 8 | 9  | 46 | 36 | 53 | 1/32 финала                   | |
| 1997/98 | Вторая лига Украины | 14 из 17           | 30 | 7  | 5 | 18 | 34 | 64 | 26 | 1/64 финала                   | После 13-го тура команда переехала из Петровцев в Миргород и изменила название                          |
| 1998/99 | Вторая лига Украины | 10 из 14           | 26 | 8  | 4 | 14 | 13 | 27 | 28 | 1/128 финала                  | |
| 1999/00 | Вторая лига Украины | 14 из 14           | 26 | 1  | 3 | 22 | 8  | 28 | 6  | Кубок Второй лиги 1/32 финала | Команда снялась с турнира проведя 13 матчей, в оставшихся играх ей были засчитаны технические поражения |

## Главные тренеры
- Олег Быстрицкий (1996—1998)
- Владимир Гришко (1998—1999)
- Сергей Мелешко (1999)